# Brinker International
Brinker International, Inc.  ist die Muttergesellschaft von Chili’s, On the Border Mexican Grill & Cantina, Maggiano’s Little Italy sowie von Romano’s Macaroni Grill.

## Geschichte
Brinker International, Inc. wurde 1975 als Chili’s gegründet. Es wurde von dem Gastronomen Norman E. Brinker 1983 gekauft und deshalb im Jahre 1990 umgetauft in Brinker International. Aktuell hat Brinker International, zusammen mit Franchisenehmern, mehr als 1.700 Restaurants in 27 Ländern. Der Umsatz belief sich im Jahr 2007 auf mehr als 4 Milliarden Dollar. Mit Sitz in Dallas, Texas ist Brinker International einer der größten Arbeitgeber im Großraum Dallas-Fort Worth.